# 中国驻库克群岛大使列表
本列表為中華人民共和國駐库克群岛历任大使名录。中华人民共和国驻库克群岛大使均由驻新西兰大使兼任（2008年起同时兼驻纽埃）。

## 历任中国驻库克群岛大使

### 中华人民共和国驻库克群岛大使（1997年至今）
1997年7月25日，中华人民共和国同库克群岛建立大使级外交关系。
| 姓名   | 任命           | 任命           | 到任           | 递交国书       | 免职           | 免职           | 离任           | 外交衔级 | 外交职务     | 备注       |
| 姓名   | 全国人大常委会 | 主席           | 到任           | 递交国书       | 全国人大常委会 | 主席           | 离任           | 外交衔级 | 外交职务     | 备注       |
| ------ | -------------- | -------------- | -------------- | -------------- | -------------- | -------------- | -------------- | -------- | ------------ | ---------- |
| 黄桂芳 | 1997年8月29日  | 1997年10月31日 | 1997年9月      | 1997年9月22日  | 1997年11月1日  | 1998年4月2日   | 1998年1月      | 大使     | 特命全权大使 | 驻新西兰兼 |
| 陈文照 | 1997年11月1日  | 1998年4月2日   | 1998年2月20日  | 1998年3月23日  | 2000年10月31日 | 2001年3月30日  | 2001年2月      | 大使     | 特命全权大使 | 驻新西兰兼 |
| 陈明明 | 2000年10月31日 | 2001年3月30日  | 2001年3月12日  | 2001年3月19日  | 2005年7月1日   | 2005年12月6日  | 2005年11月     | 大使     | 特命全权大使 | 驻新西兰兼 |
| 张援远 | 2005年7月1日   | 2005年12月6日  | 2005年11月     | 2006年2月27日  | 2008年4月24日  | 2008年8月19日  | 2008年7月      | 大使     | 特命全权大使 | 驻新西兰兼 |
| 张利民 | 2008年4月24日  | 2008年8月19日  | 2008年8月22日  | 2008年10月8日  | 2010年4月29日  | 2010年9月19日  | 2010年8月      | 大使     | 特命全权大使 | 驻新西兰兼 |
| 徐建国 | 2010年4月29日  | 2010年9月19日  | 2010年9月1日   | 2010年12月13日 | 2013年6月29日  | 2013年11月25日 | 2013年10月13日 | 大使     | 特命全权大使 | 驻新西兰兼 |
| 王鲁彤 | 2013年6月29日  | 2013年11月25日 | 2013年10月20日 | 2013年11月27日 | 2017年9月1日   | 2018年4月2日   | 2017年11月     | 大使     | 特命全权大使 | 驻新西兰兼 |
| 吴玺   | 2017年12月27日 | 2018年4月2日   | 2018年3月25日  | 2018年5月3日   | 2021年8月20日  | 2022年1月8日   | 2021年11月     | 大使     | 特命全权大使 | 驻新西兰兼 |
| 王小龙 | 2021年8月20日  | 2022年1月8日   | 2022年1月10日  | 2022年3月7日   | 现任           |                |                | 大使     | 特命全权大使 | 驻新西兰兼 |